# Павлодарский деканат
Павлодарский деканат — один из пяти деканатов Архиепархии Пресвятой Девы Марии в Астане. Расположен в северо-восточной части Республики Казахстан, включает территорию Павлодарской области. Декан — о. Иосиф Шмидляйн.

## Приходы
На территории деканата расположены следующие приходы:
- Аксу — приход Иисуса Христа Милосердного,
- Качиры — приход Святого Франциска Ассизского,
- Красноармейка — Приход Святой Марии Горетти,
- Павлодар — приход Св. Терезы Младенца Иисуса,
- Щербакты — приход Марии Помощницы христиан,
- Экибастуз — приход Иоанна Крестителя.

## Монашеские конгрегации
В деканате работают монахини нескольких женских монашеских конгрегаций:
- Сестры ордена Святой Клары (Павлодар)
- Сёстры Семьи Марии Соискупительницы (Щербакты)
- Сестры Назаретанки (Экибастуз)

Кроме того, в Павлодаре служат монахи Общества Иисуса.